# Финзинг
Финзинг (нем. Finsing) — община в Германии, в земле Бавария. 
Подчиняется административному округу Верхняя Бавария. Входит в состав района Эрдинг.  Население составляет 4319 человек (на 31 декабря 2010 года). Занимает площадь 23,17 км².